# Lac Iro (département)
Le Lac Iro est un des 3 départements composant la région du Moyen-Chari au Tchad. Son chef-lieu est Kyabé. 

## Subdivisions
Le département du Lac Iro est divisé en 9 sous-préfectures :
- Kyabé
- Bohobé
- Boum Kebbir (ou Boum Kébir)
- Ngondeye
- Roro
- Baltoubaye
- Dindjebo
- Alako
- Singako

## Administration
Préfets du Lac Iro (depuis 2002)
- 29 juin 2007 : Amadaye Abdelkerim Bakhit